# دومينيك فاروجيا
دومينيك فاروجيا (بالفرنسية: Dominique Farrugia)‏
```
هو 
كاتب سيناريو
 
ومنتج أفلام
 
ومخرج
 
وممثل
 
فرنسي
، ولد في 2 سبتمبر 1962 في 
فرنسا
.
```

## وصلات خارجية
- دومينيك فاروجيا على موقع IMDb (الإنجليزية)
- دومينيك فاروجيا على موقع ألو سيني (الفرنسية)
- دومينيك فاروجيا على موقع ميوزك برينز (الإنجليزية)
- دومينيك فاروجيا على موقع أول موفي (الإنجليزية)
- دومينيك فاروجيا على موقع قاعدة بيانات الأفلام السويدية (السويدية)
- دومينيك فاروجيا على موقع ديسكوغز (الإنجليزية)
- دومينيك فاروجيا على موقع قاعدة بيانات الفيلم (الإنجليزية)
- دومينيك فاروجيا على موقع كينوبويسك (الروسية)